# محمد الخلیوی
محمد الخلیوی (عربی: محمد صالح الخليوي؛ ۲۱ اوت ۱۹۷۱ – ۱۳ ژوئن ۲۰۱۳) بازیکن فوتبال اهل عربستان سعودی بود.
وی در تیم ملی فوتبال عربستان ۱۴۲ بازی انجام داده است و عضو این تیم در جام جهانی فوتبال ۱۹۹۴ و ۱۹۹۸ بوده است.